# Sainte-Marie (Hautes-Pyrénées)
Pour les articles homonymes, voir Sainte-Marie.
Sainte-Marie, selon la dénomination officielle, ou Sainte-Marie-de-Barousse, est une commune française située dans l'est du département des Hautes-Pyrénées, en région Occitanie. Elle est limitrophe du département de la Haute-Garonne et son territoire se trouve dans la vallée de la Garonne, en rive gauche du fleuve.
Sur le plan historique et culturel, la commune est située en Barousse, au sein du pays de Comminges, correspondant à l’ancien comté de Comminges, circonscription de la province de Gascogne située sur les départements actuels du Gers, de la Haute-Garonne, des Hautes-Pyrénées et de l'Ariège.
Exposée à un climat de montagne, elle est drainée par le ruisseau de Gouhouron et par un autre cours d'eau. La commune possède un patrimoine naturel remarquable : un site Natura 2000 (« Garonne, Ariège, Hers, Salat, Pique et Neste »), un espace protégé (« la Garonne, l'Ariège, l'Hers Vif et le Salat ») et deux zones naturelles d'intérêt écologique, faunistique et floristique.
Sainte-Marie est une commune rurale qui compte 59 habitants en 2022, après avoir connu une forte hausse de la population depuis 1968.
Avec seulement 28 hectares, Sainte-Marie est la plus petite commune de la région Occitanie et la sixième plus petite commune de France en superficie.

## Géographie

### Localisation
Elle se situe à 53 km à vol d'oiseau de Tarbes, préfecture du département, à 40 km de Bagnères-de-Bigorre, sous-préfecture, et à 26 km de Lannemezan, bureau centralisateur du canton de la Vallée de la Barousse dont dépend la commune depuis 2015 pour les élections départementales.
La commune fait en outre partie du bassin de vie de Montréjeau.
Les communes les plus proches sont : 
Bagiry (0,7 km), Siradan (0,8 km), Galié (2,0 km), Saléchan (2,0 km), Ore (2,4 km), Thèbe (2,6 km), Samuran (2,7 km), Mont-de-Galié (2,8 km).
Sainte-Marie est limitrophe de quatre autres communes, dont deux dans le département de la Haute-Garonne.

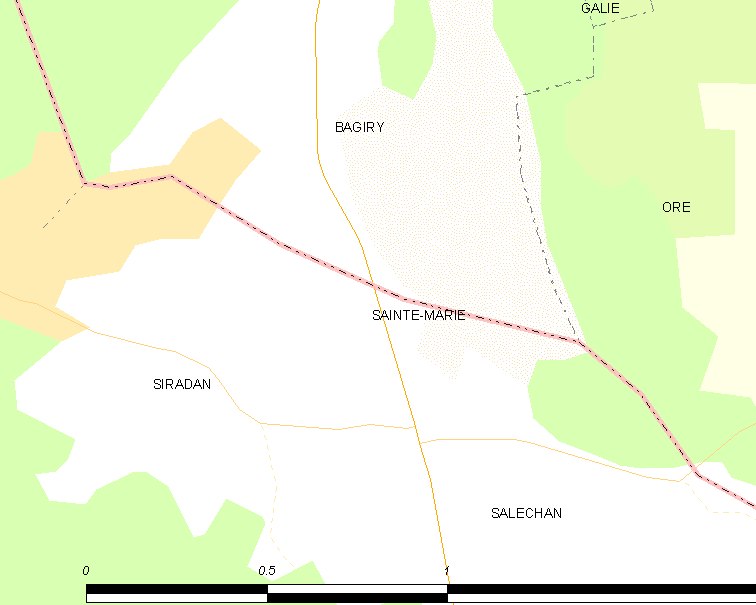
Carte de la commune de Sainte-Marie et des proches communes.

|         | Bagiry (Haute-Garonne) |                     |
| Siradan | Sainte-Marie           | Ore (Haute-Garonne) |
|         |                        | Saléchan            |

### Hydrographie
La commune est dans le bassin versant de la Garonne, au sein du bassin hydrographique Adour-Garonne. Elle est drainée par Canal du Moulin, constituant un réseau hydrographique de 1 km de longueur totale,.

### Climat
La commune jouit d'un climat montagnard caractérisé par des étés doux (température moyenne de 25 °C) et des périodes de beaux temps. Parfois des orages éclatent sous forme de fortes averses, imprévues et violentes. Quant aux hivers, ils sont frais ou froids avec des températures de 3 °C en moyenne, et souvent humides avec de fréquentes dépressions en provenance de l'Atlantique amenant de la pluie.
| Mois                              | jan.  | fév.  | mars  | avril | mai   | juin  | jui.  | août  | sep.  | oct.  | nov.  | déc.  | année   |
| --------------------------------- | ----- | ----- | ----- | ----- | ----- | ----- | ----- | ----- | ----- | ----- | ----- | ----- | ------- |
| Température minimale moyenne (°C) | 1     | 2     | 4     | 6     | 9     | 13    | 15    | 15    | 12    | 9     | 4     | 2     | 7,7     |
| Température moyenne (°C)          | 5,2   | 5,6   | 8,4   | 10,1  | 13,8  | 17,8  | 18,6  | 18,8  | 16,4  | 13,5  | 7,5   | 5,5   | 11,8    |
| Température maximale moyenne (°C) | 10    | 11    | 14    | 15    | 19    | 22    | 25    | 25    | 23    | 19    | 14    | 11    | 17,3    |
| Ensoleillement (h)                | 108,8 | 118,8 | 155,6 | 157,2 | 181,3 | 191,5 | 215,5 | 196,4 | 194,5 | 164,4 | 124,4 | 104,4 | 1 912,8 |
| Précipitations (mm)               | 98,6  | 63,3  | 99    | 108,2 | 137   | 87,1  | 72,6  | 70,5  | 69,5  | 81,9  | 101,4 | 97,4  | 1 086   |

### Milieux naturels et biodiversité

#### Espaces protégés
La protection réglementaire est le mode d’intervention le plus fort pour préserver des espaces naturels remarquables et leur biodiversité associée,.
Dans ce cadre, la commune fait partie.
Un  espace protégé est présent sur la commune : 
« la Garonne, l'Ariège, l'Hers Vif et le Salat », objet d'un arrêté de protection de biotope, d'une superficie de 1 658,7 ha.

#### Réseau Natura 2000

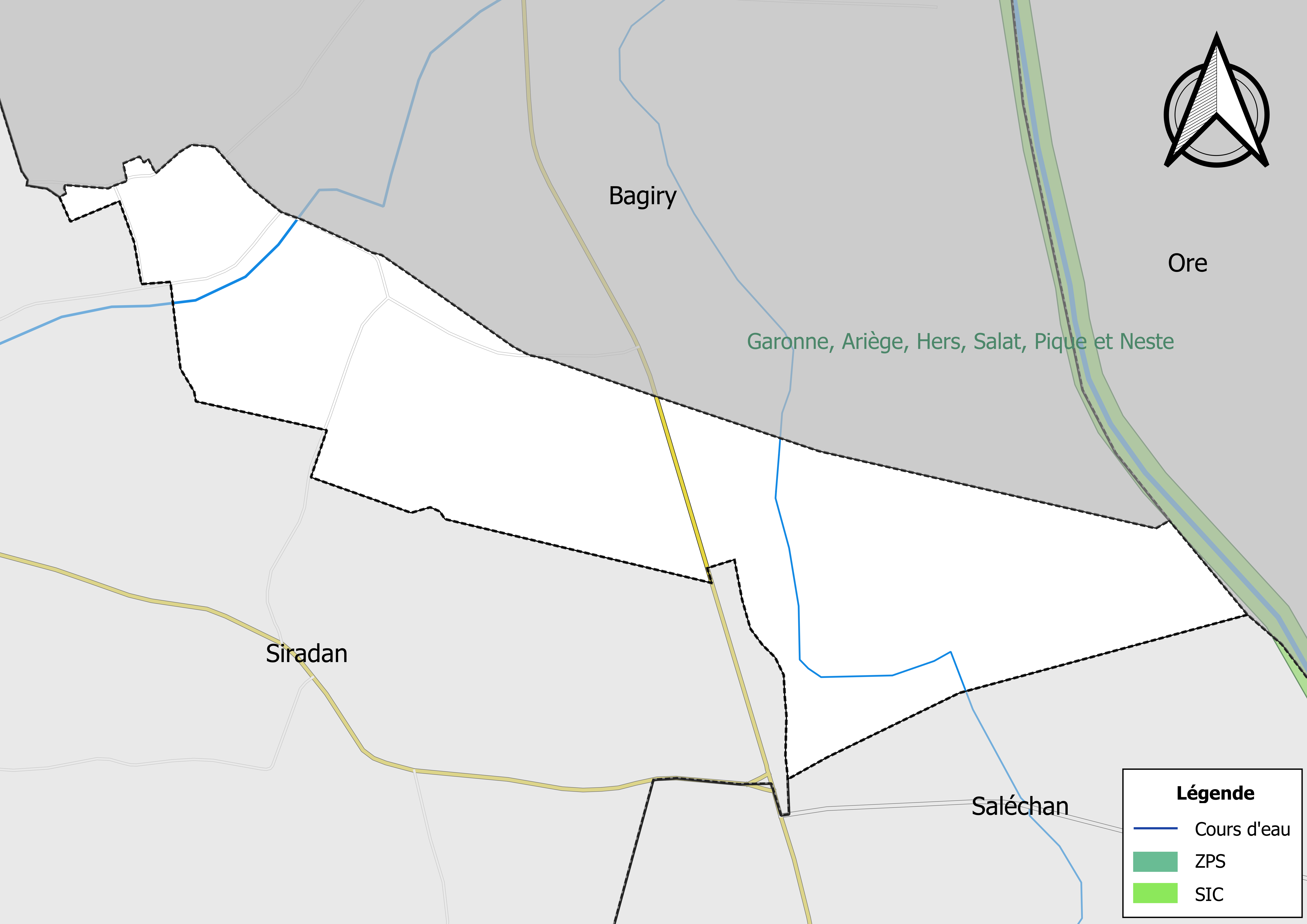
Site Natura 2000 sur le territoire communal.

Le réseau Natura 2000 est un réseau écologique européen de sites naturels d'intérêt écologique élaboré à partir des directives habitats et oiseaux, constitué de zones spéciales de conservation (ZSC) et de zones de protection spéciale (ZPS).
Un site Natura 2000 a été défini sur la commune au titre de la directive habitats : « Garonne, Ariège, Hers, Salat, Pique et Neste », d'une superficie de 9 581 ha, un réseau hydrographique pour les poissons migrateurs (zones de frayères actives et potentielles importantes pour le Saumon en particulier qui fait l'objet d'alevinages réguliers et dont des adultes atteignent déjà Foix sur l'Ariège.

#### Zones naturelles d'intérêt écologique, faunistique et floristique
L’inventaire des zones naturelles d'intérêt écologique, faunistique et floristique (ZNIEFF) a pour objectif de réaliser une couverture des zones les plus intéressantes sur le plan écologique, essentiellement dans la perspective d’améliorer la connaissance du patrimoine naturel national et de fournir aux différents décideurs un outil d’aide à la prise en compte de l’environnement dans l’aménagement du territoire.
Une ZNIEFF de type 1 est recensée sur la commune :
« la Garonne de la frontière franco-espagnole jusqu'à Montréjeau » (469 ha), couvrant 38 communes dont 28 dans la Haute-Garonne et dix dans les Hautes-Pyrénées et une ZNIEFF de type 2, : 
les « Garonne amont, Pique et Neste » (1 788 ha), couvrant 112 communes dont 42 dans la Haute-Garonne et 70 dans les Hautes-Pyrénées.

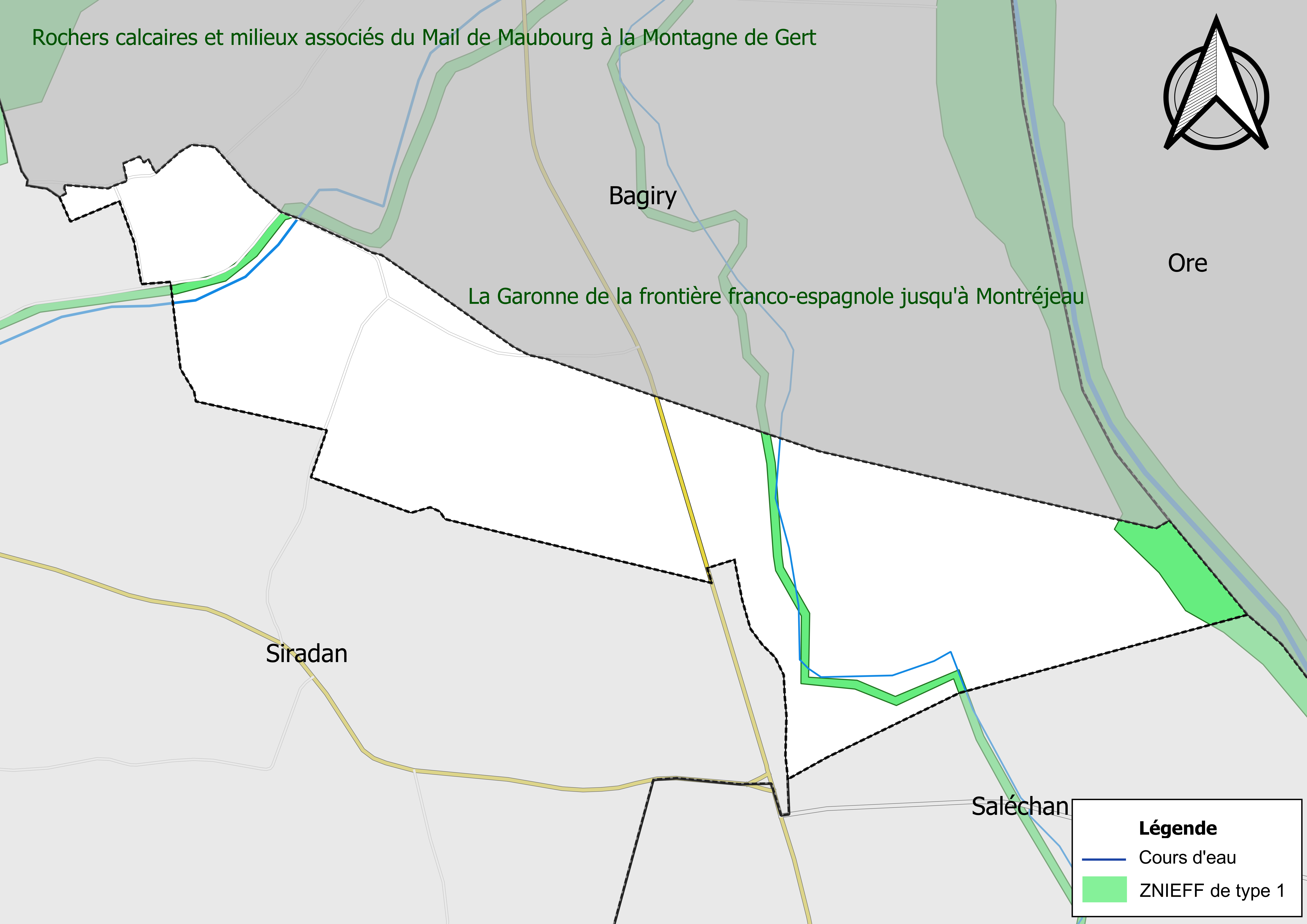
Carte de la ZNIEFF de type 1 sur la commune.
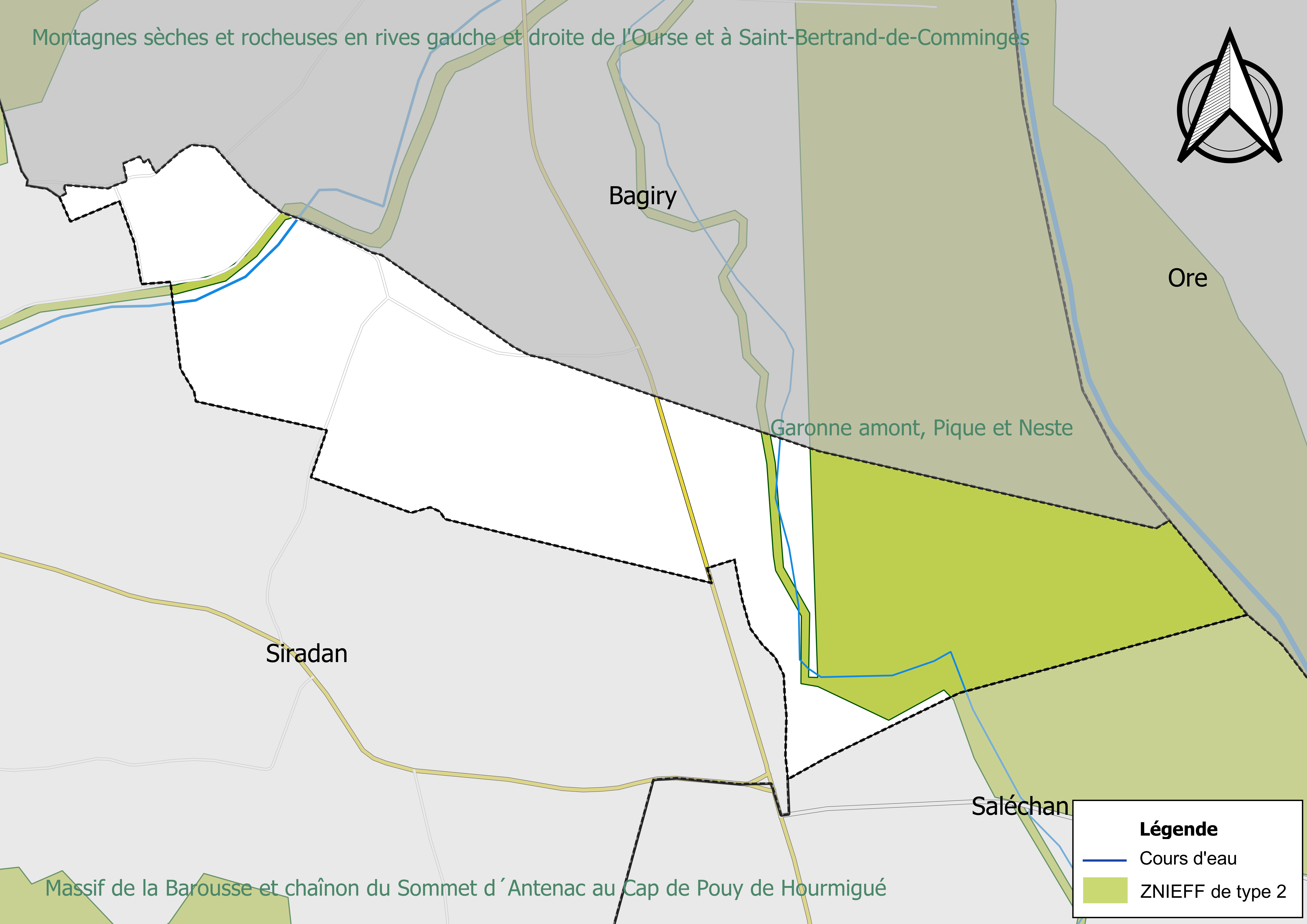
Carte de la ZNIEFF de type 2 sur la commune.

## Urbanisme

### Typologie
Au 1er janvier 2024, Sainte-Marie est catégorisée commune rurale à habitat dispersé, selon la nouvelle grille communale de densité à sept niveaux définie par l'Insee en 2022.
Elle est située hors unité urbaine et hors attraction des villes,.

### Occupation des sols
L'occupation des sols de la commune, telle qu'elle ressort de la base de données européenne d’occupation biophysique des sols Corine Land Cover (CLC), est marquée par l'importance des territoires agricoles (73,3 % en 2018), en diminution par rapport à 1990 (83,4 %). La répartition détaillée en 2018 est la suivante : 
zones agricoles hétérogènes (73,3 %), zones urbanisées (20,1 %), forêts (6,6 %).
L'IGN met par ailleurs à disposition un outil en ligne permettant de comparer l’évolution dans le temps de l’occupation des sols de la commune (ou de territoires à des échelles différentes). Plusieurs époques sont accessibles sous forme de cartes ou photos aériennes : la carte de Cassini (XVIIIe siècle), la carte d'état-major (1820-1866) et la période actuelle (1950 à aujourd'hui).

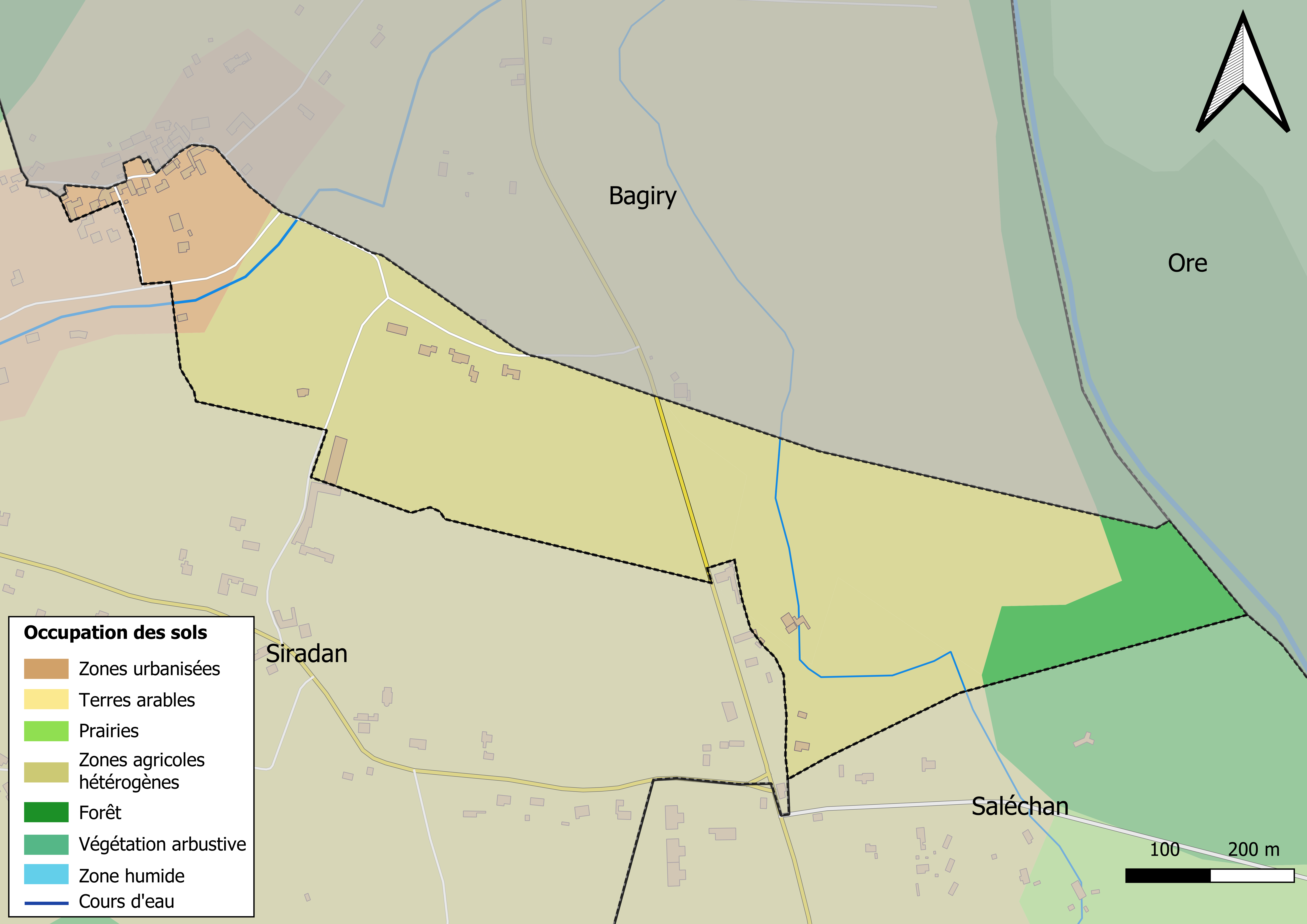
Carte des infrastructures et de l'occupation des sols en 2018 (CLC) de la commune.
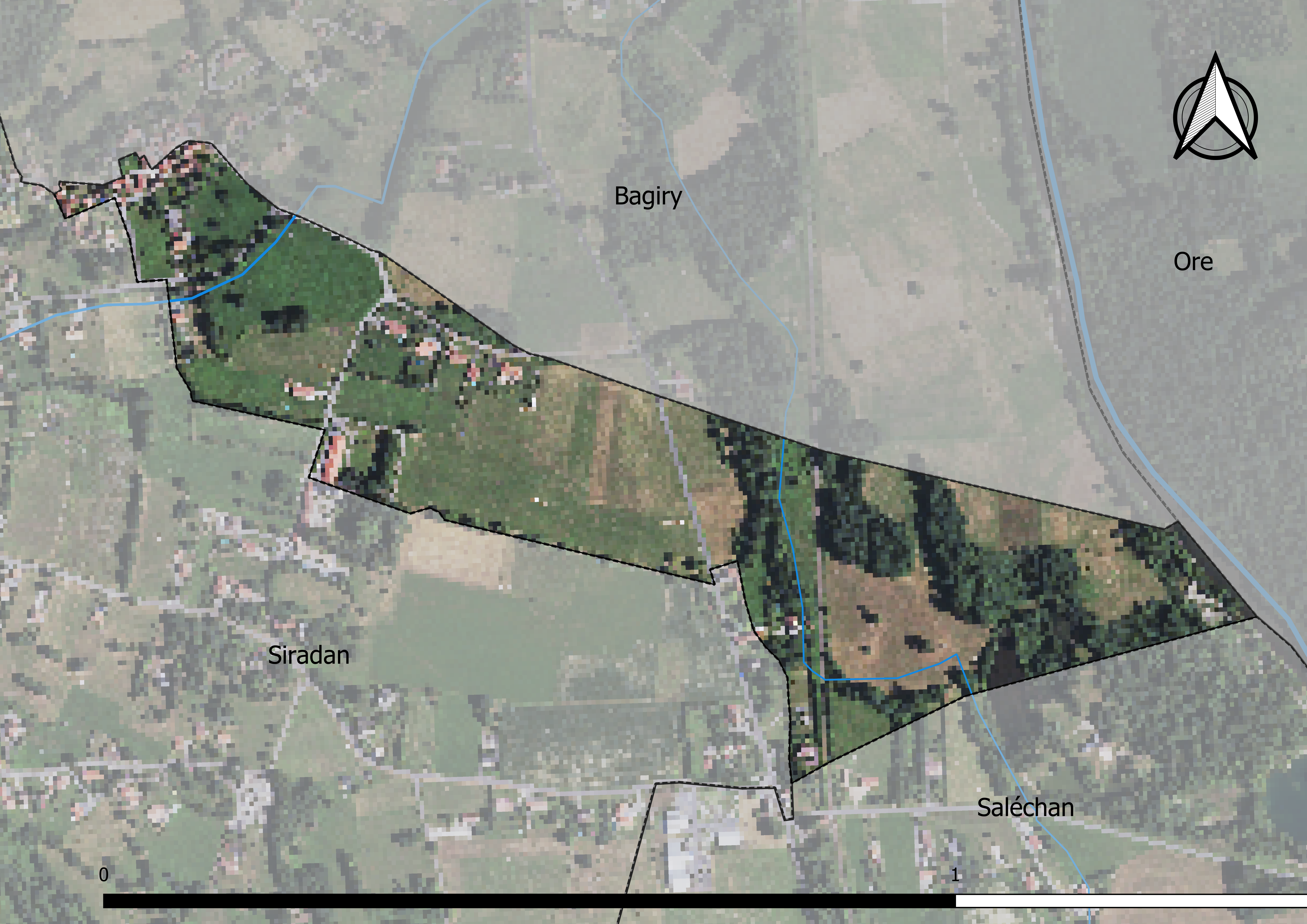
Carte orthophotogrammétrique de la commune.

### Voies de communication et transports
Cette commune est desservie par la route départementale D 161.

### Risques majeurs
Le territoire de la commune de Sainte-Marie est vulnérable à différents aléas naturels : météorologiques (tempête, orage, neige, grand froid, canicule ou sécheresse), inondations, feux de forêts, mouvements de terrains et séisme (sismicité moyenne). Il est également exposé à un risque technologique,  le transport de matières dangereuses, et à un risque particulier : le risque de radon. Un site publié par le BRGM permet d'évaluer simplement et rapidement les risques d'un bien localisé soit par son adresse soit par le numéro de sa parcelle.

#### Risques naturels
Certaines parties du territoire communal sont susceptibles d’être affectées par le risque d’inondation par débordement de cours d'eau, notamment La cartographie des zones inondables en ex-Midi-Pyrénées réalisée dans le cadre du XIe Contrat de plan État-région, visant à informer les citoyens et les décideurs sur le risque d’inondation, est accessible sur le site de la DREAL Occitanie. La commune a été reconnue en état de catastrophe naturelle au titre des dommages causés par les inondations et coulées de boue survenues en 1982, 1999 et 2009,.
Sainte-Marie est exposée au risque de feu de forêt. Un plan départemental de protection des forêts contre les incendies a été approuvé par arrêté préfectoral le 21 avril 2020 pour la période 2020-2029. Le précédent couvrait la période 2007-2017. L’emploi du feu est régi par deux types de réglementations. D’abord le code forestier et l’arrêté préfectoral du 27 octobre 2014, qui réglementent l’emploi du feu à moins de 200 m des espaces naturels combustibles sur l’ensemble du département. Ensuite celle établie dans le cadre de la lutte contre la pollution de l’air, qui interdit le brûlage des déchets verts des particuliers. L’écobuage est quant à lui réglementé dans le cadre de commissions locales d’écobuage (CLE)

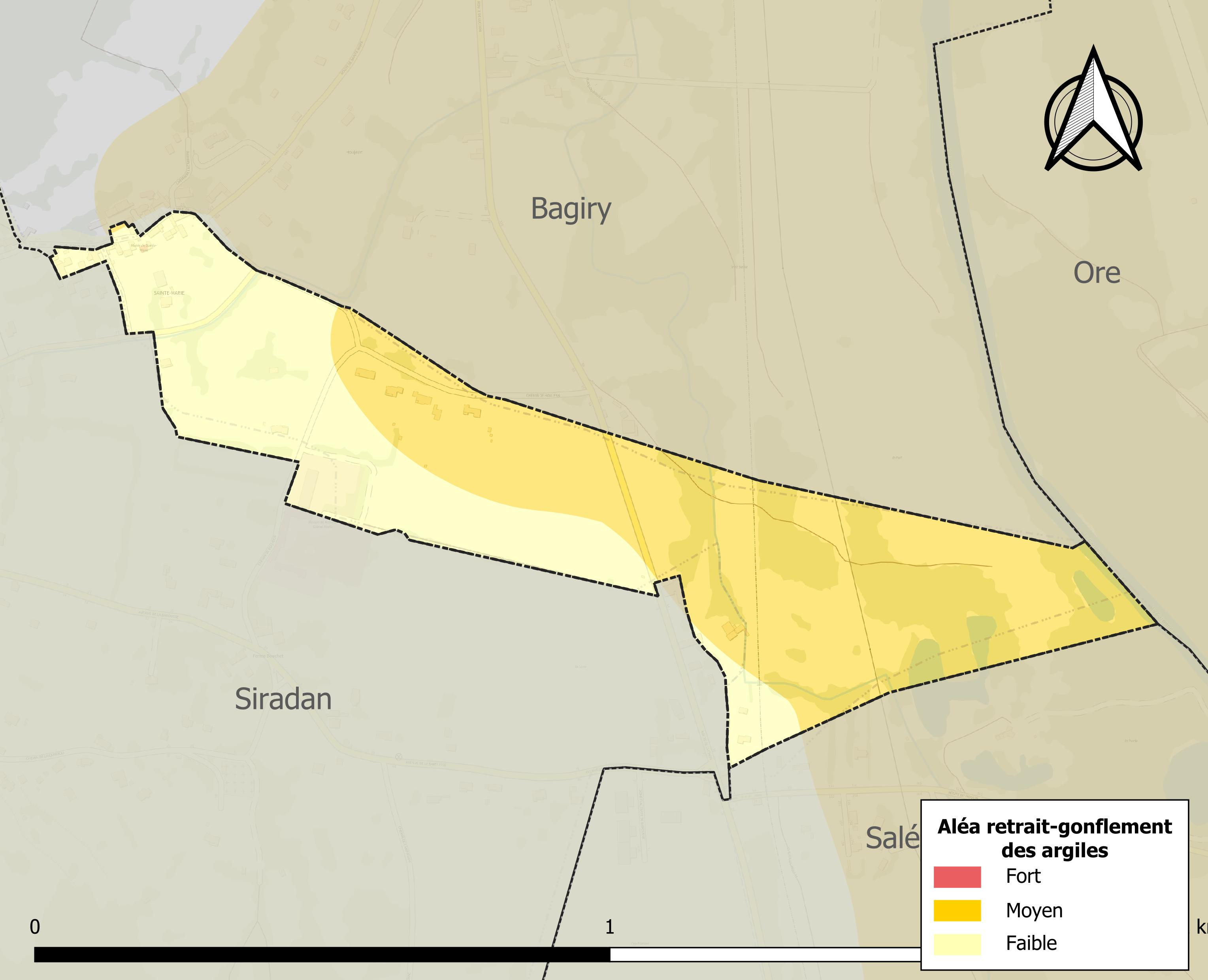
Carte des zones d'aléa retrait-gonflement des sols argileux de Sainte-Marie.

Les mouvements de terrains susceptibles de se produire sur la commune sont des tassements différentiels.
Le retrait-gonflement des sols argileux est susceptible d'engendrer des dommages importants aux bâtiments en cas d’alternance de périodes de sécheresse et de pluie. 59,4 % de la superficie communale est en aléa moyen ou fort (44,5 % au niveau départemental et 48,5 % au niveau national). Sur les 18 bâtiments dénombrés sur la commune en 2019, 5 sont en aléa moyen ou fort, soit 28 %, à comparer aux 75 % au niveau départemental et 54 % au niveau national. Une cartographie de l'exposition du territoire national au retrait gonflement des sols argileux est disponible sur le site du BRGM,.
Par ailleurs, afin de mieux appréhender le risque d’affaissement de terrain, l'inventaire national des cavités souterraines permet de localiser celles situées sur la commune.
Concernant les mouvements de terrains, la commune a été reconnue en état de catastrophe naturelle au titre des dommages causés par des mouvements de terrain en 1999.

#### Risque technologique
Le risque de transport de matières dangereuses sur la commune est lié à sa traversée par une infrastructure ferroviaire. Un accident se produisant sur une telle infrastructure est susceptible d’avoir des effets graves sur les biens, les personnes ou l'environnement, selon la nature du matériau transporté. Des dispositions d’urbanisme peuvent être préconisées en conséquence.

#### Risque particulier
Dans plusieurs parties du territoire national, le radon, accumulé dans certains logements ou autres locaux, peut constituer une source significative d’exposition de la population aux rayonnements ionisants. Certaines communes du département sont concernées par le risque radon à un niveau plus ou moins élevé. Selon la classification de 2018, la commune de Sainte-Marie est classée en zone 2, à savoir zone à potentiel radon faible mais sur lesquelles des facteurs géologiques particuliers peuvent faciliter le transfert du radon vers les bâtiments.

## Toponymie

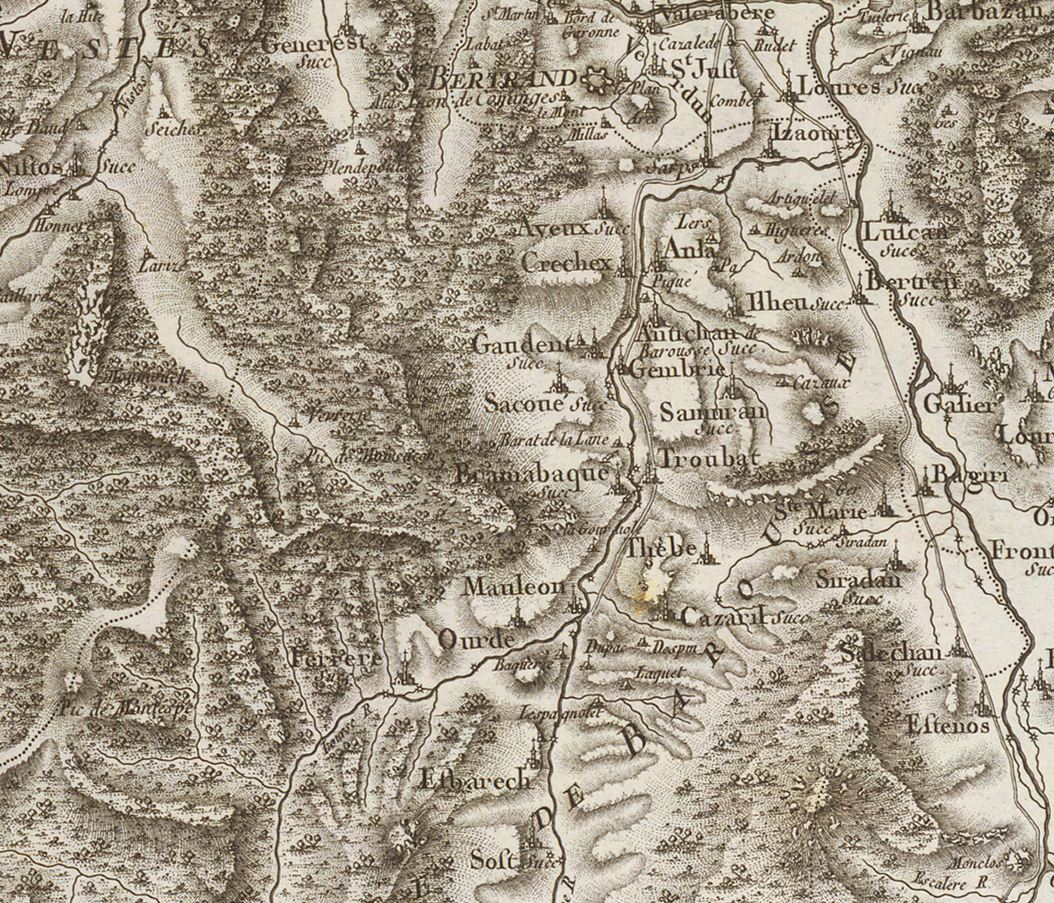
Extrait de la carte de Cassini (entre 1756 et 1789) situant Sainte-Marie à l'est de Mauléon-Barousse.

On trouvera les principales informations dans le Dictionnaire toponymique des communes des Hautes-Pyrénées de Michel Grosclaude et Jean-François Le Nail qui rapporte comme dénomination historique du village :  Ste Marie, à la fin du XVIIIe siècle, sur la carte de Cassini.
Nom occitan : Senta Maria.

## Histoire
Sainte-Marie aurait été créée au XVe siècle après l'apparition de la Vierge Marie à une jeune bergère qui gardait ses moutons dans les prés et les vignes en hautain appartenant aux habitants de la paroisse de Siradan. Elle lui demanda de lui donner un de ses agneaux. La fillette courut demander à  son père la permission qu'il lui accorda. Tout le village la suivit mais l'apparition n'était plus là, il n'y avait qu'un bloc de neige, selon certaines sources - mais pour d'autres, elle attendait la réponse ses pieds couverts de fleurs poses sur un rocher. Elle refusa le présent constatant que les habitants avaient une bonne âme mais demanda à ce qu'une chapelle soit construite. Ce qui fut fait. L'édifice prit le nom de Notre-Dame des Vignes et les pèlerinages furent nombreux jusqu'au XVIIIeme siècle. Un village naquit autour de la chapelle, très petit et releva religieusement de Siradan qui était une cure tandis que Sainte-Marie était son annexe jusqu'à la Révolution.
Sainte-Marie fit partie depuis sa création de la Vallée ancestrale de la Barousse puis du canton du même nom. Sous l'ancien Régime, la Barousse fit partie du comté  de Bigorre, puis par héritages, du comté d'Aure et enfin de la vicomte de Labarthe. Après un passage dans le comté  d'Armagnac, elle passa à la  couronne de France par la volonté  de Louis XI sous la forme d'un Pays d'état qui prit le nom "des Quatre-Vallées : Aure, Neste, Barousse, Magnoac".
Lors de la création du département par Bertrand Barrère, la commune fut partagée en trois parties : Siradan, Sainte-Marie, Bagiry. Il avait été  question en premier lieu de créer un grand département des Pyrénées Centrales réunissant l'actuel 65 et le Comminges 31 mais, finalement deux départements distincts virent le jour et la partie Bagiry fut rattachée à la Haute-Garonne, en séparant le hameau de Ste-Marie en deux. Aucun document n'explique à ce jour, pourquoi la commune initiale fut depecée au profit de ses voisins.
Notre-Dame des Vignes à  Sainte-Marie, Notre-Dame de Lers dite d'en-bas à Anla, Notre-Dame du Plan d'Ilheu à Gaudent dite du Milieu et enfin Notre-Dame d'en-haut à Esbareich ont été de hauts lieux de pèlerinage jusqu'à la Révolution. On les fêtait toutefois encore dans la première moitié du XXeme siècle.
Toute l'histoire tant religieuse, politique et économique des communautés et des vallées se trouve dans les différents numéros de la Revue de Comminges depuis sa création au XIXeme jusqu'aux année 1960. Jean-Leonard Pêne "la Barousse, son histoire et ses mœurs" écrit en 1947 mais réédité en 1980 ainsi que Armand Sarramon : "les Quatre-Vallées " écrit en 1954 et plusieurs fois réédité sont un témoignage inégalé de l'histoire des communautés baroussaises et des autres vallées.
Jusqu'à la Révolution, il n'y a qu'une paroisse regroupant les trois villages de Bagiry, Siradan & Ste-Marie, dépendant du diocèse de Saint-Bertrand-de-Comminges. Elle est dénommée soit Bagiry, soit Siradan, soit avec les deux noms, parfois associés à Ste-Marie.

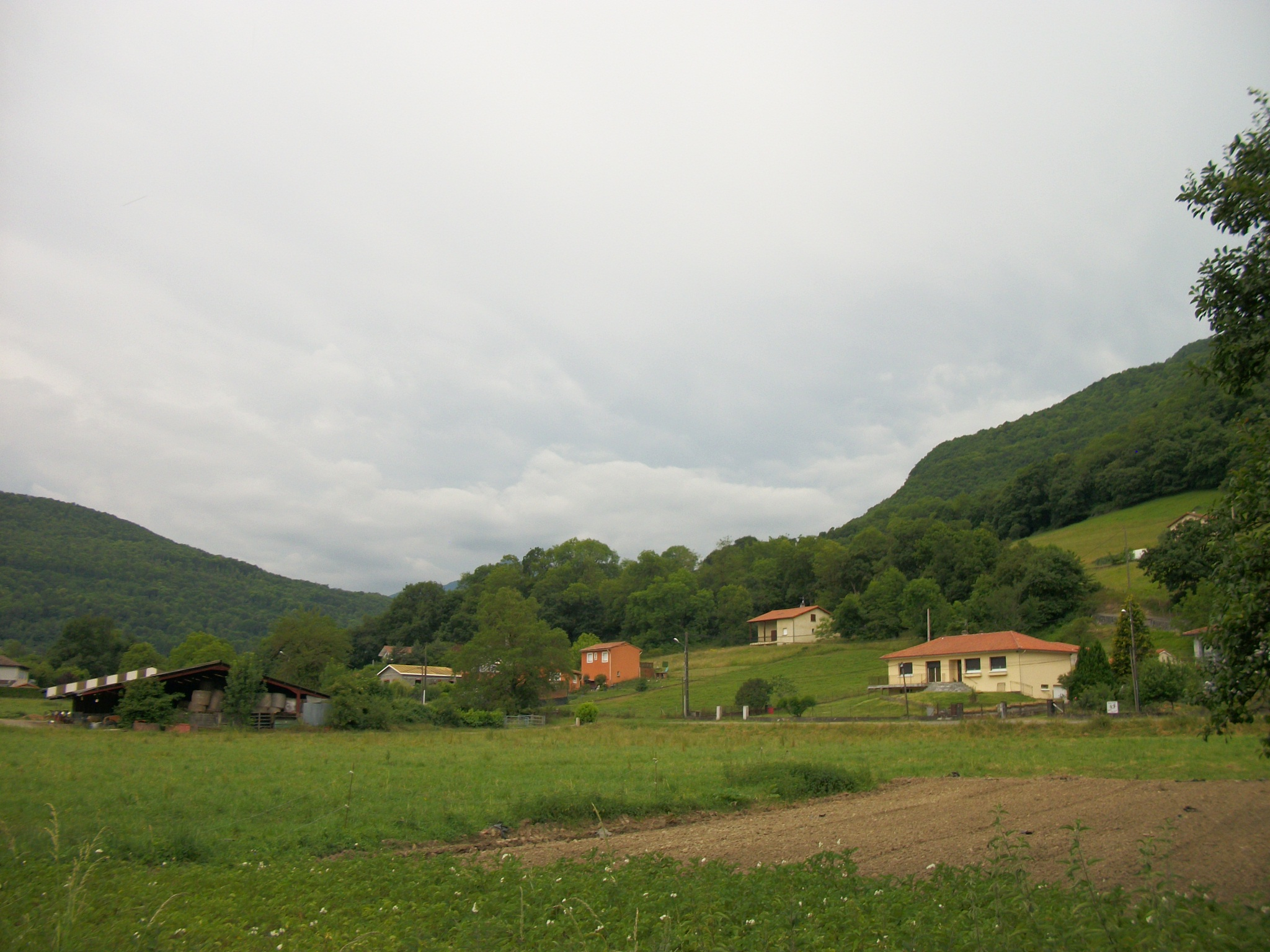
Sainte-Marie-de-Barousse vue depuis Bagiry.

Entre 1681 et 1792, les registres paroissiaux conservés aux archives départementales de la Haute-Garonne pour la paroisse de Bagiry recensent également les baptêmes, mariages et sépultures de St-Pierre-du-Louga (ou St-Pé) de Siradan et de Ste-Marie, souvent dénommée Ste-Marie-des-Vignes, fréquemment citées comme des paroisses annexes de celle de Bagiry. Ce n'est qu'à partir de 1793, début de l'état-civil républicain que des registres distincts seront tenus pour chacune des trois communes.
Un point est effectué par le curé Sarrieu à la fin des registres de 1764 :
« Je déclare que quoiqu'il y ait trois villages dans la présente paroisse, il n'y a cependant que deux églises parce que la communauté de Siradan et celle de Ste Marie ont l'église en commun et que l'église de St Pierre dont on trouvera qu'il est fait mention dans les présents registres a été l'église paroissiale des dites communautés et alors celle de Ste Marie n'était qu'une chapelle de dévotion. L'église de St-Pierre étant tout à fait champêtre, Mgr l'évêque lors de sa visite transféra les services de paroisse à la chapelle de Ste Marie qu'il érigea en église paroissiale et interdisit celle de St Pierre à dire pour les obsèques des grands corps attendu qu'il n'y avait point de place pour faire un cimetière dans celle de Ste Marie. On trouvera dans le cours des présents registres que tous les grands corps de Siradan et Ste Marie sont ensevelis dans le cimetière de St Pierre et les enfants des communautés et baptêmes sont faits à Ste Marie aussi bien que les enterrements de ceux étant morts. »
Selon la tradition orale, la paroisse de Sainte-Marie aurait abrité, avant la Révolution française, un couvent et une école fondés par un certain père de Buch, dans une grande bâtisse carrée, encore visible aujourd'hui. Les moines de ce couvent ayant préféré s'exiler en Espagne plutôt que de prêter serment à la Constitution civile du clergé, ce serait par mesure de rétorsion que le village aurait été coupé en trois, la chapelle et l'ancien couvent étant rattachés à la commune de Bagiry et à la Haute-Garonne[réf. souhaitée]. Cette thèse est rendue plausible par le cadastre napoléonien de Bagiry de 1831, où les bâtiments qui correspondraient à cet ancien couvent sont indiqués en grisé comme tous les édifices ayant un caractère religieux.

### Sainte-Marie en 1833

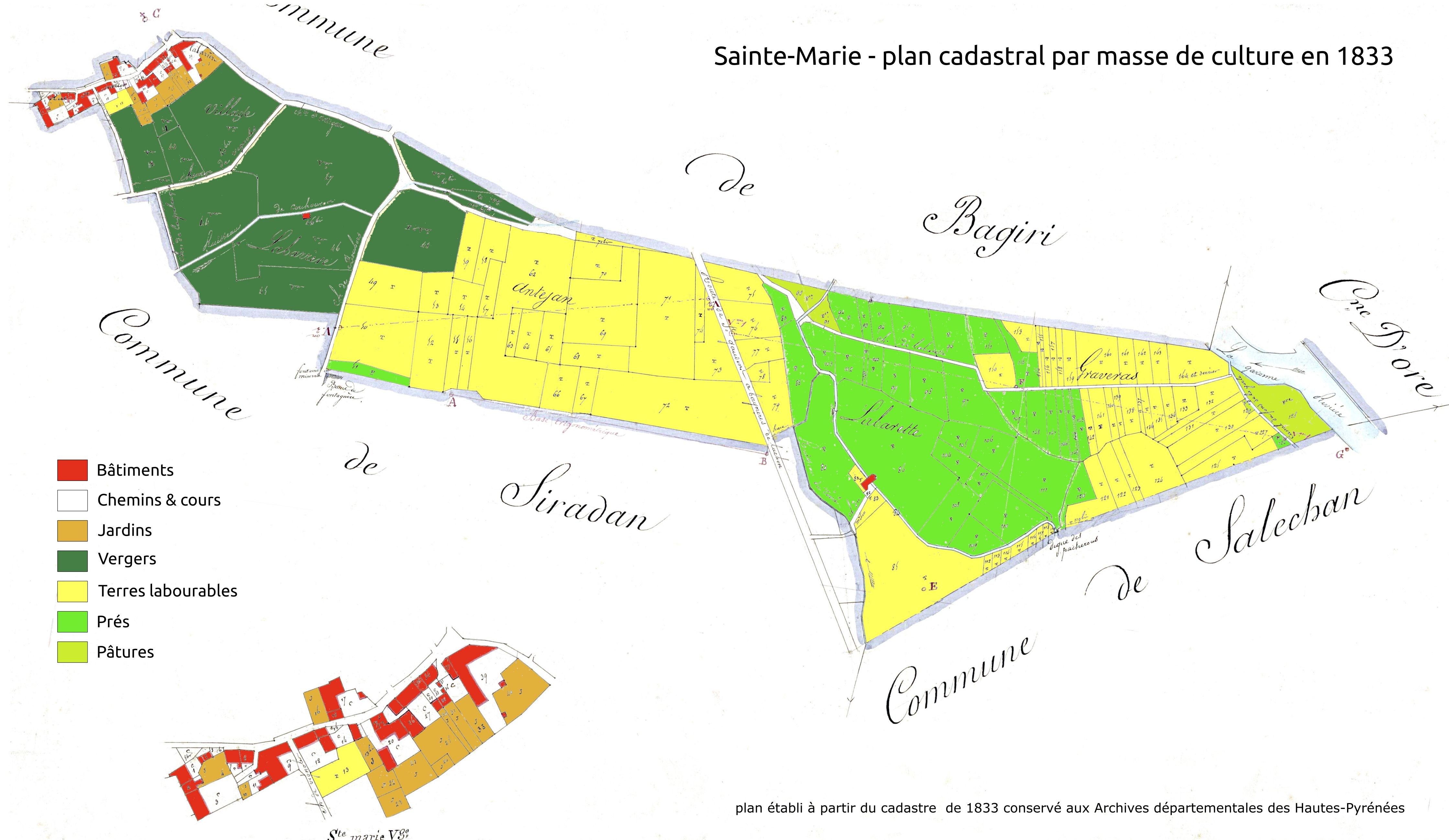
Plan de masse des cultures en 1833.

Le cadastre napoléonien dressé en 1833 et conservé aux archives départementales des Hautes-Pyrénées indique que la commune a, dès cette époque, son découpage actuel. Le procès-verbal dressé préalablement par le géomètre délimitateur Dartigalongue en 1830 indique la mention suivante : « L'enclave de Caubet ou de Mayroue contenant environ 15 hectares, dépendante de la commune de Ste-Marie, qui se trouve enclavée dans le territoire de Siradan sur la limite de Thèbe doit être réunie de préférence à la commune de Siradan à cause de sa position topographique. ». Cette simple décision du géomètre a privé Sainte-Marie de plus du tiers de sa superficie.
Ce plan cadastral apporte un certain nombre d'informations sur la commune de l'époque. Toutes les habitations sont regroupées dans le village situé à l'extrême nord-ouest, à l'exception du moulin implanté sur un canal parallèle à la Garonne. Ce moulin existe encore aujourd'hui mais n'est plus en activité.
Pour chaque parcelle est indiqué le type de culture pratiqué. Les terrains proches des habitations sont réservés aux jardins et surtout à des vergers couvrant à peu près un quart du territoire. Les terres labourables occupent environ la moitié du territoire mais sont divisées en deux par une large bande de prés de fauche. Quelques pâtures se trouvent le long de la Garonne. Ces dernières doivent correspondre aux pâtures communales décrites dans le procès-verbal de délimitation.
On ne trouve pas de vignes sur le territoire de la commune, celles-ci étant alors situées au-dessus du village sur la commune de Bagiry.

## Politique et administration

### Liste des maires
| Période      | Période   | Identité          | Étiquette | Qualité                            |
| ------------ | --------- | ----------------- | --------- | ---------------------------------- |
| 1945         | 1959      | Jean-Marie Dutrey |           |                                    |
| 1959         | 1967      | Urbain Larrieu    |           |                                    |
| juillet 1967 | mars 2014 | André Espagno     | PS        | Artisan                            |
| mars 2014    | En cours  | André Duran       |           | Syndicaliste, retraité de Pechiney |

### Intercommunalité
Sainte-Marie fait partie de la communauté de communes Vallée de la Barousse, créée en décembre 1995, qui réunit vingt-cinq communes.
À partir du 1er janvier 2017, elle rejoint la nouvelle communauté de communes Neste Barousse.

## Population et société

### Démographie

#### Évolution démographique
L'évolution du nombre d'habitants est connue à travers les recensements de la population effectués dans la commune depuis 1793. Pour les communes de moins de 10 000 habitants, une enquête de recensement portant sur toute la population est réalisée tous les cinq ans, les populations de référence des années intermédiaires étant quant à elles estimées par interpolation ou extrapolation. Pour la commune, le premier recensement exhaustif entrant dans le cadre du nouveau dispositif a été réalisé en 2004.

En 2022, la commune comptait 59 habitants, en évolution de −13,24 % par rapport à 2016 (Hautes-Pyrénées : +1,59 %, France hors Mayotte : +2,11 %).
| 1793 | 1800 | 1806 | 1821 | 1831 | 1836 | 1841 | 1846 | 1851 |
| ---- | ---- | ---- | ---- | ---- | ---- | ---- | ---- | ---- |
| 85   | 98   | 85   | 78   | 104  | 94   | 95   | 76   | 88   |

| 1856 | 1861 | 1866 | 1872 | 1876 | 1881 | 1886 | 1891 | 1896 |
| ---- | ---- | ---- | ---- | ---- | ---- | ---- | ---- | ---- |
| 75   | 67   | 60   | 61   | 58   | 65   | 69   | 69   | 38   |

| 1901 | 1906 | 1911 | 1921 | 1926 | 1931 | 1936 | 1946 | 1954 |
| ---- | ---- | ---- | ---- | ---- | ---- | ---- | ---- | ---- |
| 37   | 28   | 28   | 20   | 21   | 19   | 20   | 20   | 12   |

| 1962 | 1968 | 1975 | 1982 | 1990 | 1999 | 2004 | 2006 | 2009 |
| ---- | ---- | ---- | ---- | ---- | ---- | ---- | ---- | ---- |
| 20   | 12   | 28   | 37   | 31   | 27   | 37   | 39   | 31   |

| 2014 | 2019 | 2022 | - | - | - | - | - | - |
| ---- | ---- | ---- | - | - | - | - | - | - |
| 45   | 59   | 59   | - | - | - | - | - | - |

| selon la population municipale des années : | 1968 | 1975 | 1982 | 1990 | 1999 | 2006 | 2009 | 2013 |
| Rang de la commune dans le département      | 474  | 438  | 381  | 398  | 418  | 424  | 450  | 427  |
| Nombre de communes du département           | 479  | 473  | 473  | 474  | 474  | 474  | 474  | 474  |

La population a atteint un maximum en 1831 avec 104 habitants, puis a baissé périodiquement pour atteindre 12 habitants en 1954 et 1968. Elle a ensuite connu une hausse jusqu'en 2014, avec 45 habitants.
L'augmentation notable dans les chiffres de 2017 s'explique par le rattachement d'une vingtaine de résidents de la maison de retraite Ste-Marie. Cet Ehpad dont les bâtiments sont principalement situés sur la commune de Siradan s'est doté d'une extension sur Sainte-Marie vers 2010. Cette régularisation administrative  a été effectuée avec quelques années de retard.

### Enseignement
La commune dépend de l'académie de Toulouse. Elle ne dispose plus d'école en 2016.

## Économie

### Emploi
|                | 2008  | 2013  | 2018   |
| -------------- | ----- | ----- | ------ |
| Commune        | 5 %   | 0 %   | 13,6 % |
| Département    | 7,7 % | 9,4 % | 9,8 %  |
| France entière | 8,3 % | 10 %  | 10 %   |

En 2018, la population âgée de 15 à 64 ans s'élève à 23 personnes, parmi lesquelles on compte 81,8 % d'actifs (68,2 % ayant un emploi et 13,6 % de chômeurs) et 18,2 % d'inactifs,. En  2018, le taux de chômage communal (au sens du recensement) des 15-64 ans est supérieur à celui du département et de la France, alors qu'en 2008 la situation était inverse.
La commune est hors attraction des villes,. Elle compte 5 emplois en 2018, contre 8 en 2013 et 12 en 2008. Le nombre d'actifs ayant un emploi résidant dans la commune est de 16, soit un indicateur de concentration d'emploi de 32,2 % et un taux d'activité parmi les 15 ans ou plus de 36,6 %.
Sur ces 16 actifs de 15 ans ou plus ayant un emploi, 2 travaillent dans la commune, soit 13 % des habitants. Pour se rendre au travail, la totalité des habitants utilise un véhicule personnel ou de fonction à quatre roues.

## Culture locale et patrimoine

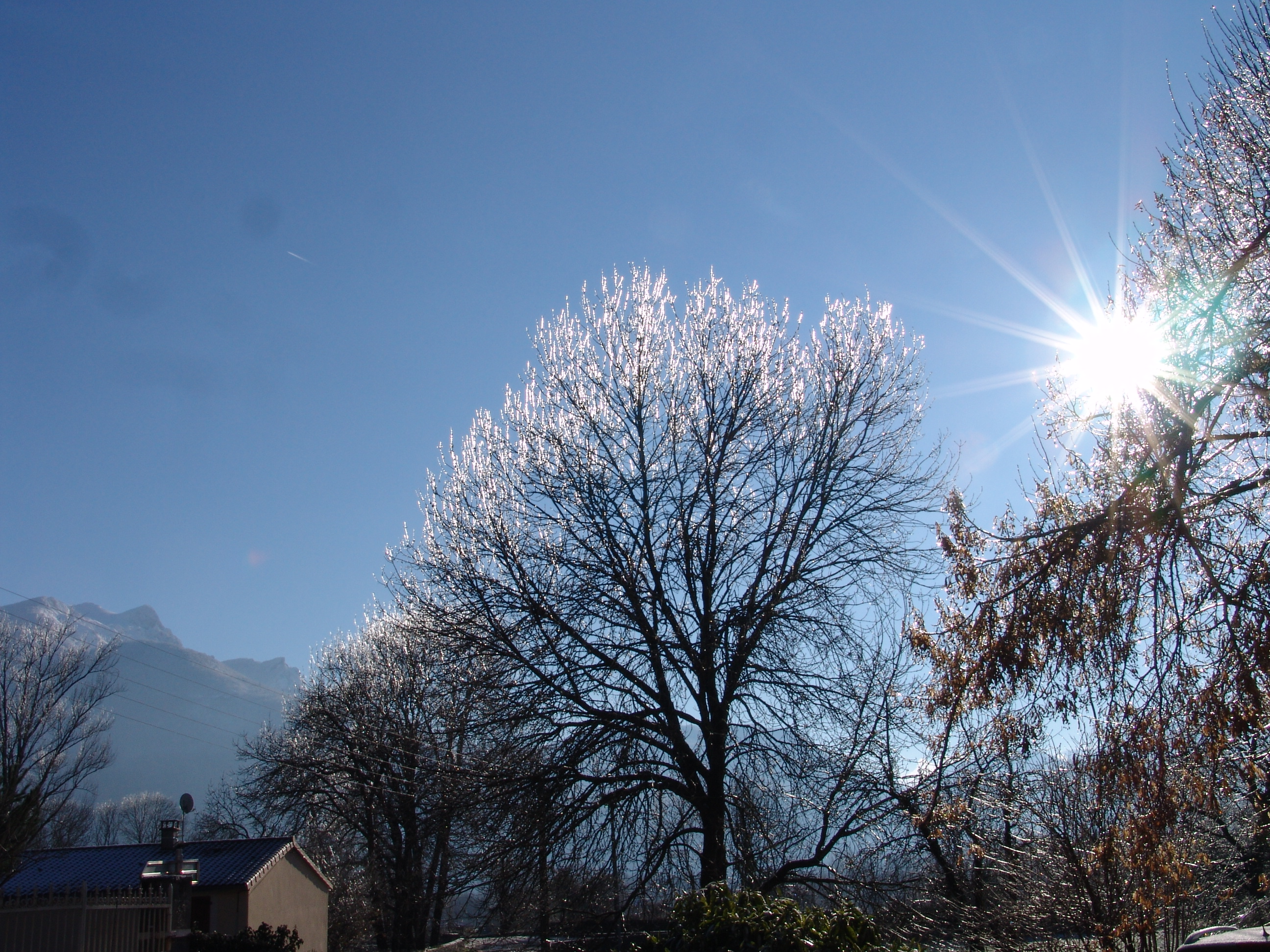
La pic Saillant vu depuis Sainte-Marie.

### Lieux et monuments
Il n'existe ni église ni cimetière sur le territoire communal.
La chapelle Notre-Dame-des-Vignes située dans le village de Sainte-Marie n'est pas implantée sur la commune de Sainte-Marie, mais sur celle de Bagiry, dans le département voisin de la Haute-Garonne.